# Forbidden Souls
Forbidden Souls – polski zespół rockowy, założony w 2011 roku w Gorzowie Wielkopolskim z inicjatywy wokalisty Kamila Karmińskiego.
Debiutancki album formacji zatytułowany "Forbidden Souls" ukazał się 14 września 2012 roku. W sesji nagraniowej wziął udział także skrzypek i kompozytor Adam Bałdych, który został producentem albumu oraz zarejestrował partie solowe w debiutanckim utworze "Kłamstwo".

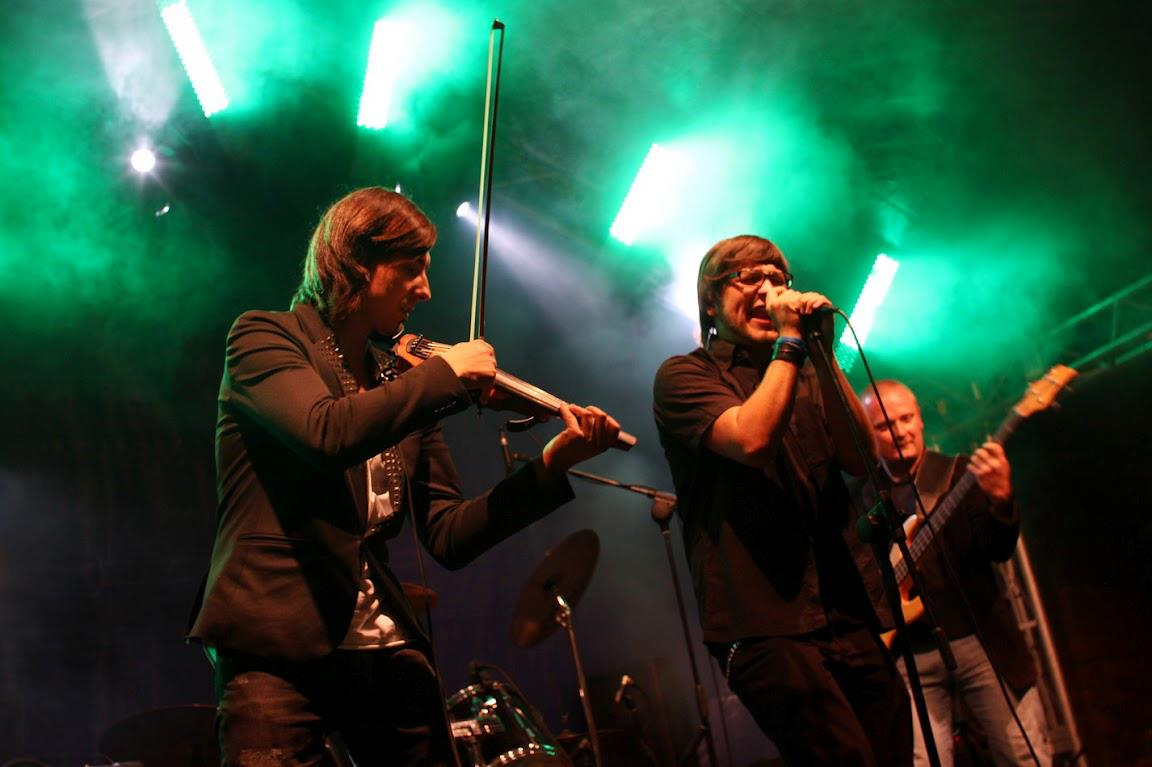
Forbidden Souls i Adam Bałdych

Ponadto w utworach znajdujących się na płycie udział wzięli m.in. wiolonczelista Marcel Kowalewski oraz pianista Maciej Cybulski. W jednym z trzech teledysków promujących pierwszą płytę pt "Jeden Cel", zespół zaangażował do współpracy aktorów Gorzowskiego Teatru im Juliusza Osterwy, wystąpili m.in. Cezary Żołyński, Adrianna Góralska oraz Kuba Zienkiewicz, a sam klip miał swoją premierę w kinie "Helios". Produkcją teledysków zajęła się grupa filmowa "Alchemia Obrazu"
Po premierze albumu, zespół otrzymał tytuł "Płyty Tygodnia" Radia Gorzów.
Zespół czterokrotnie występował podczas Przystanku Woodstock na scenie motocyklowej.
Dwukrotnie również, zespół zajął trzecie miejsce w ogólnopolskim konkursie Polskiego Radia i "Sony Music" - "Przebojem na antenę".
We wrześniu 2017 roku grupa wydała swoją drugą płytę zatytułowaną "Stygmaty", album poprzedzał teledysk do singla "Ptaki" którego premiera odbyła się na portalach Interia oraz Onet Muzyka. Płyta po premierze otrzymała tytuł "Płyty Tygodnia" Radia Zachód a jedna z pierwszych recenzji ukazała się na portalu "Magazyn Gitarzysta".

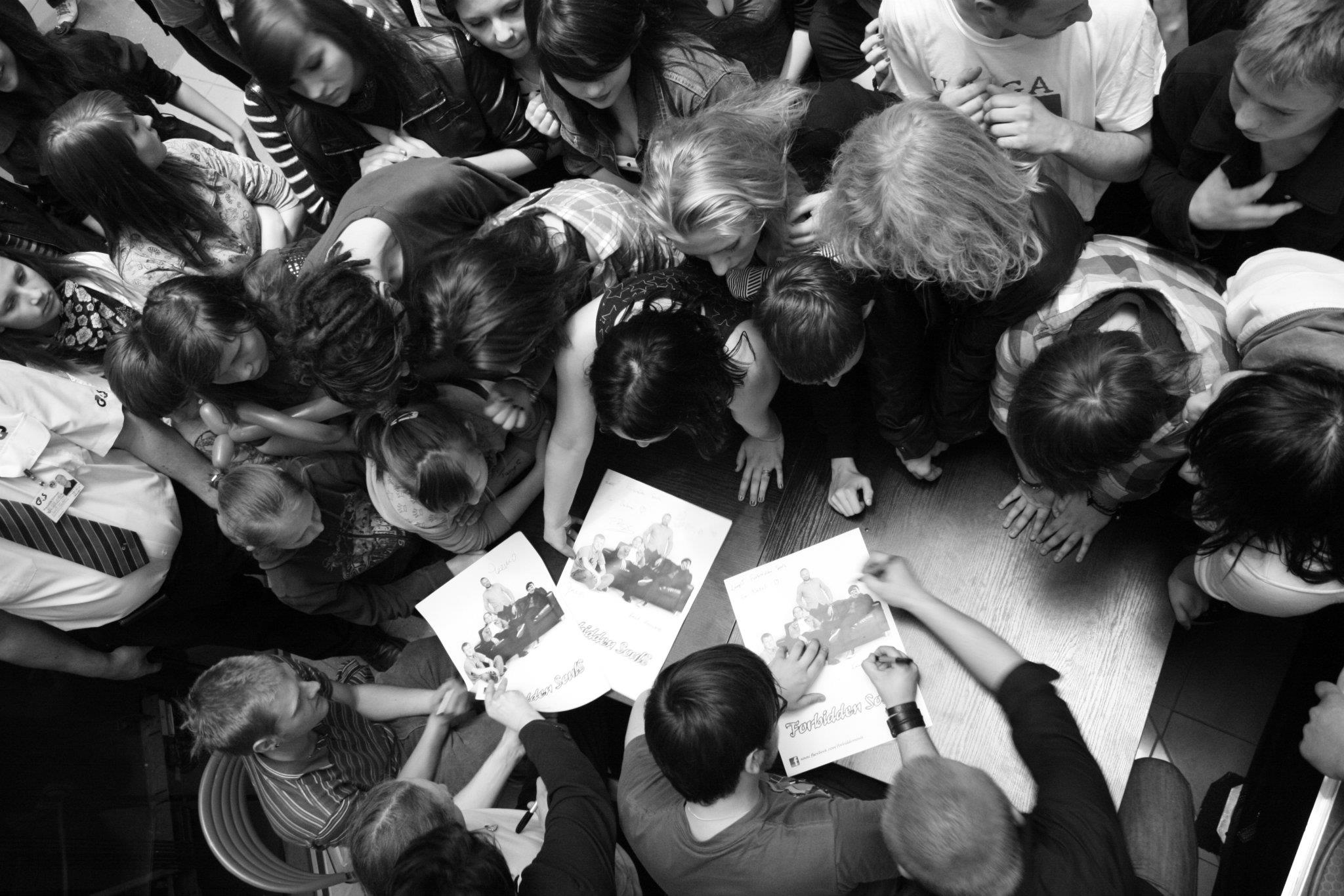
Podpisywanie plakatów po koncercie

## Muzycy

### Obecny skład zespołu
- Kamil Karmiński – teksty, śpiew
- Sebastian Gross – gitara
- Mateusz Kwiatkowski – gitara
- Piotr Freza – gitara basowa
- Mateusz Pogonowski – perkusja

### Byli członkowie zespołu
- Przemysław Smoleń – gitara basowa
- Jacek Szmytkowski – perkusja
- Wojtek Turczyński - perkusja
- Jacek Dębicki - perkusja
- Sebastian Konieczny – gitara
- Daniel Maternik - gitara

## Dyskografia

### Albumy
| Rok  | Tytuł                          |
| ---- | ------------------------------ |
| 2012 | "Forbidden Souls"              |
| 2017 | "Forbidden Souls" - "Stygmaty" |

## Teledyski
| Rok  | Tytuł         | Reżyseria/Realizacja               | Album             |
| ---- | ------------- | ---------------------------------- | ----------------- |
| 2012 | "Kłamstwo"    | "Alchemia Obrazu"                  | "Forbidden Souls" |
| 2013 | "Jeden Cel"   | "Alchemia Obrazu"                  | "Forbidden Souls" |
| 2013 | "Bez Strachu" | "Alchemia Obrazu"                  | "Forbidden Souls" |
| 2017 | "Ptaki"       | Dominik Czech / Radosław Rutkowski | "Stygmaty"        |